# シェプシOSKスフントゥ・ゲオルゲ
ACSシェプシOSKスフントゥ・ゲオルゲ（Asociația Club Sportiv Sepsi OSK Sfântu Gheorghe）は、ルーマニアのコヴァスナ県スフントゥ・ゲオルゲをホームタウンとするサッカークラブである。

## 歴史
2011年夏、ディオーセギ・ラースローとケルテース・ダーヴィドによってシェプシOSK (Sepsi OSK) が創設された。クラブカラーは赤と白、シェプシ (Sepsi) はスフントゥ・ゲオルゲのハンガリー語名であるシェプシセントジェルジ (Sepsiszentgyörgy) の略語、OSKはスフントゥ・ゲオルゲに存在したオルト・シュポルト・クルブ (Olt Sport Klub) の頭文字である。同年にリーガ5に参加し、リーガ4昇格を果たした。
2014年に県リーグで優勝、バカウで開催された昇格プレーオフでヴランチャ県代表のセレナ・ジャリステアに勝利してリーガ3に昇格した。
2014-15シーズンにリーガ3・セリアIで3位、2015-16シーズンに優勝してリーガ2に昇格した。コヴァスナ県のクラブがリーガ2に所属するのは2003-04シーズンのオルトゥル・スフントゥ・ゲオルゲ以来12年ぶりとなった。第23節終了時点で2位のオリンピア・ルムニク・サラトとの勝ち点差を7に拡げ、残り3試合のうち1試合はリーグから撤退したFCザゴンとの対戦で不戦勝扱い (3-0で勝利) になるため、リーグ優勝が決定した。
2016-17シーズンは優勝したジュヴェントゥス・ブカレストに次ぐ2位になり、リーガ1初昇格を果たした。コヴァスナ県のクラブは2016-17シーズンまでにリーガ1に所属したことがなかった。

## タイトル

### 国内タイトル
- クパ・ロムニエイ：1回
  - 2021-22

- リーガ3：1回
  - 2015-16

- リーガ4：1回
  - 2013-14

- リーガ5：1回
  - 2011-12

- スーペルクパ・ロムニエイ：1回
  - 2022

### 国際タイトル
- なし

## 過去の成績
| シーズン | ディビジョン | ディビジョン | クパ・ロムニエイ |
| シーズン | リーグ       | 順位         | クパ・ロムニエイ |
| -------- | ------------ | ------------ | ---------------- |
| 2013-14  | リーガ4      | 1位          |                  |
| 2014-15  | リーガ3      | 3位          | 3回戦敗退        |
| 2015-16  | リーガ3      | 1位          | 3回戦敗退        |
| 2016-17  | リーガ2      | 2位          | ベスト32         |
| 2017-18  | リーガ1      | 9位          | ベスト32         |
| 2018-19  | リーガ1      | 6位          | 準々決勝敗退     |
| 2019-20  | リーガ1      | 9位          | 準優勝           |
| 2020-21  | リーガ1      | 4位          | ベスト32         |
| 2021-22  | リーガ1      | 7位          | 優勝             |

## 欧州の成績
| シーズン | 大会                               | ラウンド  | 対戦相手                 | ホーム       | アウェー     | 合計        |  |
| -------- | ---------------------------------- | --------- | ------------------------ | ------------ | ------------ | ----------- |  |
| 2021-22  | UEFAヨーロッパカンファレンスリーグ | 予選2回戦 | スパルタク・トルナヴァ   | 1-1 (a.e.t.) | 0-0          | 1-1 (3-4 p) |  |
| 2022-23  | UEFAヨーロッパカンファレンスリーグ | 予選2回戦 | オリンピア・リュブリャナ | 3-1          | 0-2 (a.e.t.) | 3-3 (4-2 p) |  |
| 2022-23  | UEFAヨーロッパカンファレンスリーグ | 予選3回戦 | ユールゴーデン           | 1-3          | 1-3          | 2-6         |  |

## 歴代所属選手
- クリスティアン・オロシュ 2017
- アルベルト・ダルマウ 2018
- ウスマン・ヴィエラ 2018-
- 佐藤大介 2018-2019